# Monti Lucretili
I Monti Lucretili (detti anche Monti Lucretini) sono una breve catena montuosa che fa parte del Subappennino laziale, rappresentando la propaggine più meridionale dei Monti Sabini. Noti anche come "Gruppo del Monte Gennaro", ha come cima più elevata il Monte Pellecchia (1369,8 m) seguito dal Monte Gennaro (1271 m), estendendosi complessivamente nei territori dei comuni di Licenza, Marcellina, Monteflavio, Montorio Romano, Moricone, Nerola, Orvinio, Palombara Sabina, Percile, Poggio Moiano, Roccagiovine, San Polo dei Cavalieri, Scandriglia, Vicovaro, Mandela e Vivaro Romano.

## Descrizione

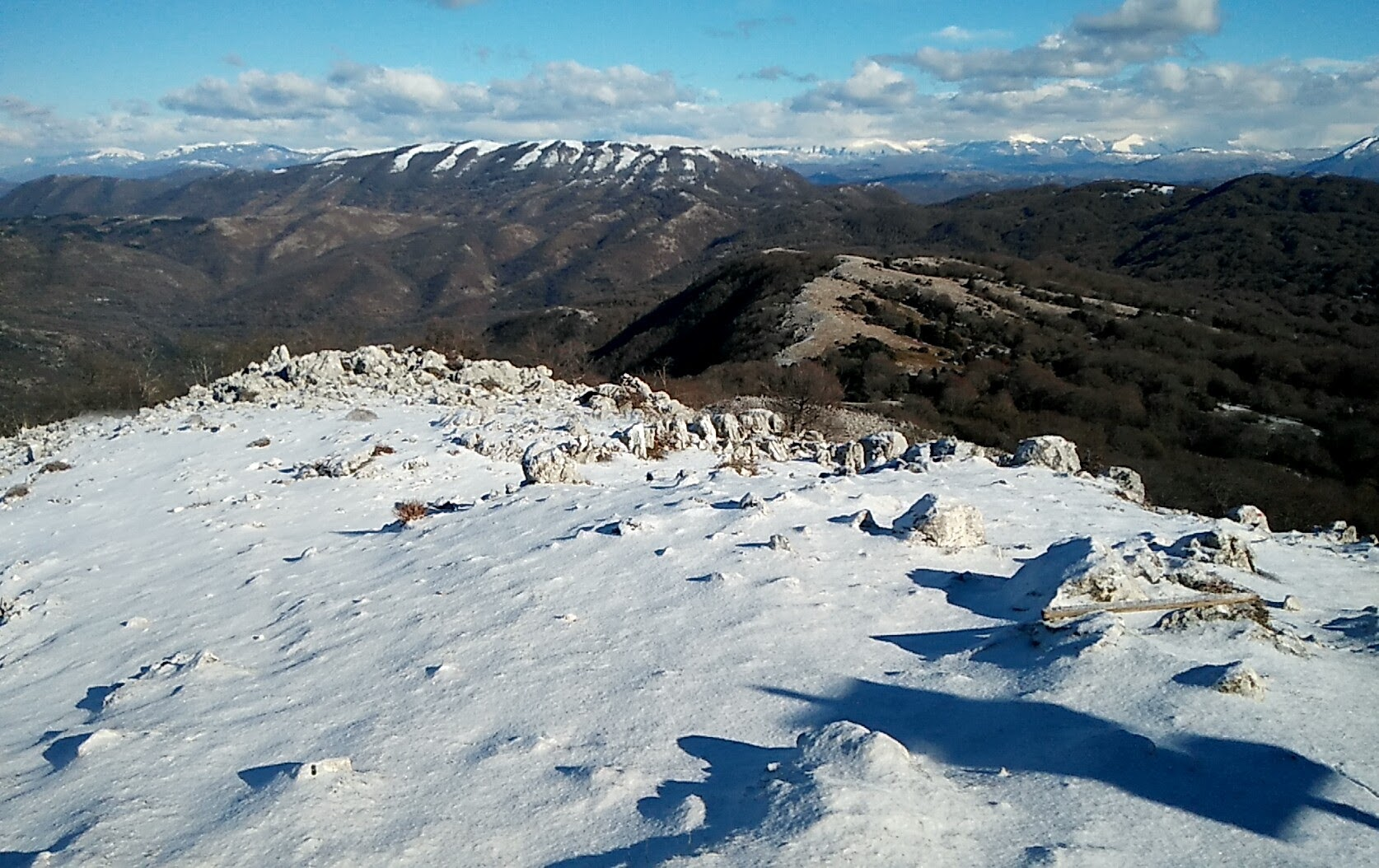
Monte Pellecchia visto da Monte Gennaro

I Monti Lucretili insieme ai più meridionali Monti Tiburtini e Prenestini, sono la parte più avanzata dell'Appennino verso il bassopiano tirrenico, costituendo il sottogruppo meridionale dei Monti Sabini. 
Essi furono esplorati inizialmente nel XVIII secolo da un gruppo di appassionati scalatori partenopei. A causa di ciò, alcune cime portano i loro nomi o cognomi (Pellecchia, Gennaro, Morra, Casarene, Aguzzo...) tipicamente di origine campana.
Essi sono delimitati:
- a nord dalla valle del torrente Corese, fino a Scandriglia;
- a nord-est dalla valle del fiume Turano e dalla pianura reatina;
- a est dalla valle del torrente Licenza fino a Vicovaro;
- a sud dalla Valle dell'Aniene;
- a ovest dalla Valle del Tevere.

All'estremo sud e sud-est i Lucretili degradano verso la valle dell'Aniene attraverso tre distinte superfici poste rispettivamente intorno a: 800-1000 m (Monte Arcaro e Monte Morra), 600 m (Colle Lecinone-Colle Piano-Colle Lucco), 350-450 m (Monte Catillo-Colle Vescovo). La parte nord-occidentale del massiccio fa parte del bacino idrografico del Tevere mentre quella sud-orientale fa parte del bacino dell'Aniene.

### Cime principali

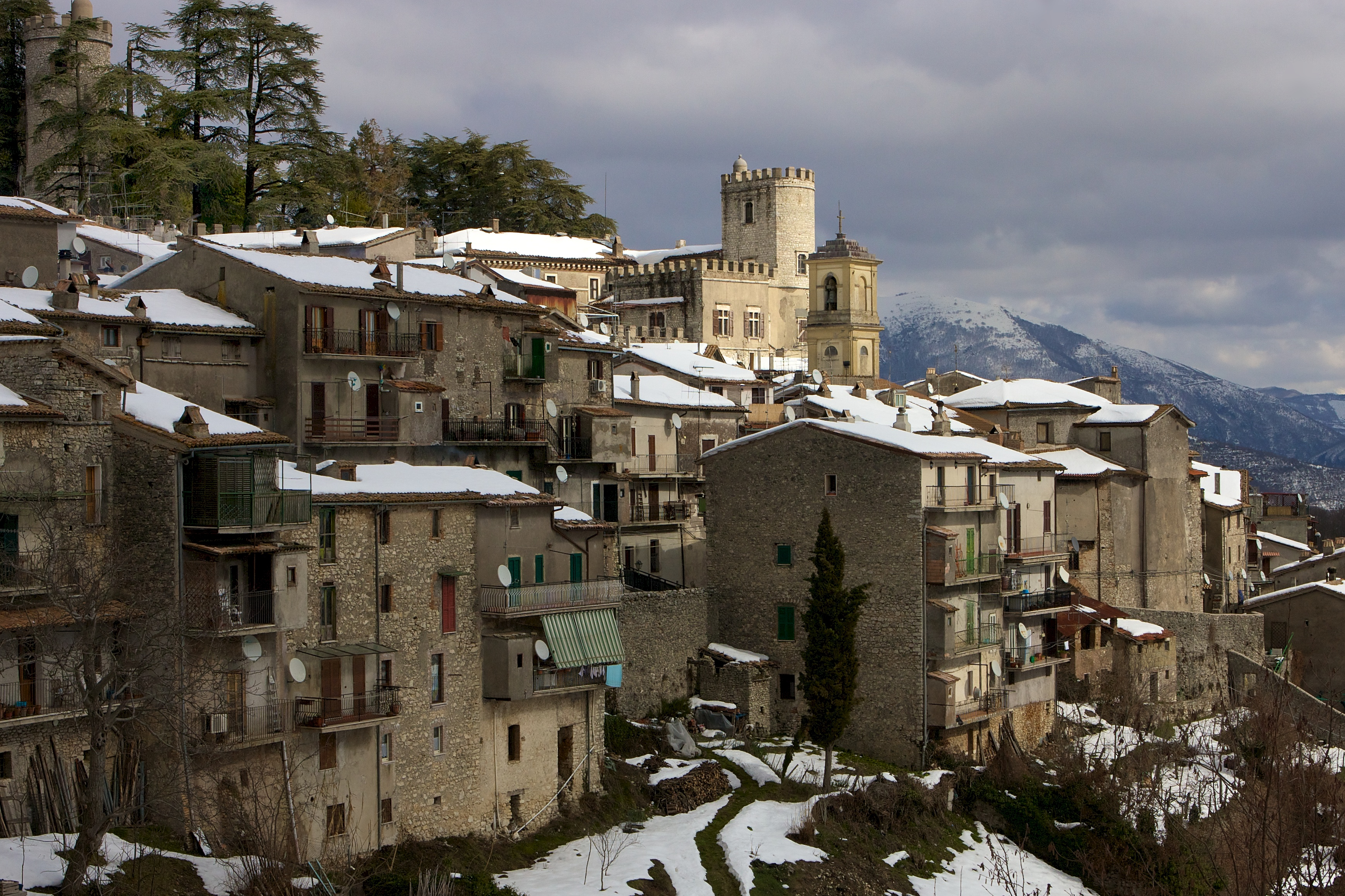
Orvinio

Le principali cime che superano i 1 000 metri sono:
| Monte Pellecchia            | 1369 m |
| Monte Gennaro (monte Zappi) | 1272 m |
| Cima di Coppi               | 1209 m |
| Cima Casarene               | 1191 m |
| Monte Guardia               | 1185 m |
| Monte Croce                 | 1080 m |
| Monte Aguzzo                | 1063 m |
| Monte Morra                 | 1036 m |
| Cimata delle Serre          | 1007 m |
| Monte Follettoso            | 1004 m |

Il Monte Pellecchia, che domina la valle del torrente Licenza, affluente di destra dell'Aniene, è la cima più alta dei Lucretili e di tutti i Monti Sabini (il Monte Pellecchia e la Cimata delle Serre segnano il confine tra la Provincia di Roma e la Provincia di Rieti). Il Monte Gennaro (detto anche erroneamente monte Zappi) domina la campagna romana e costituisce la massima elevazione nei dintorni di Roma. I Lucretili comprendono inoltre la dorsale del Monte Serrapopolo e altri rilievi minori situati tra i comuni di Scandriglia, Nerola, Montorio Romano e Moricone.

### Geologia

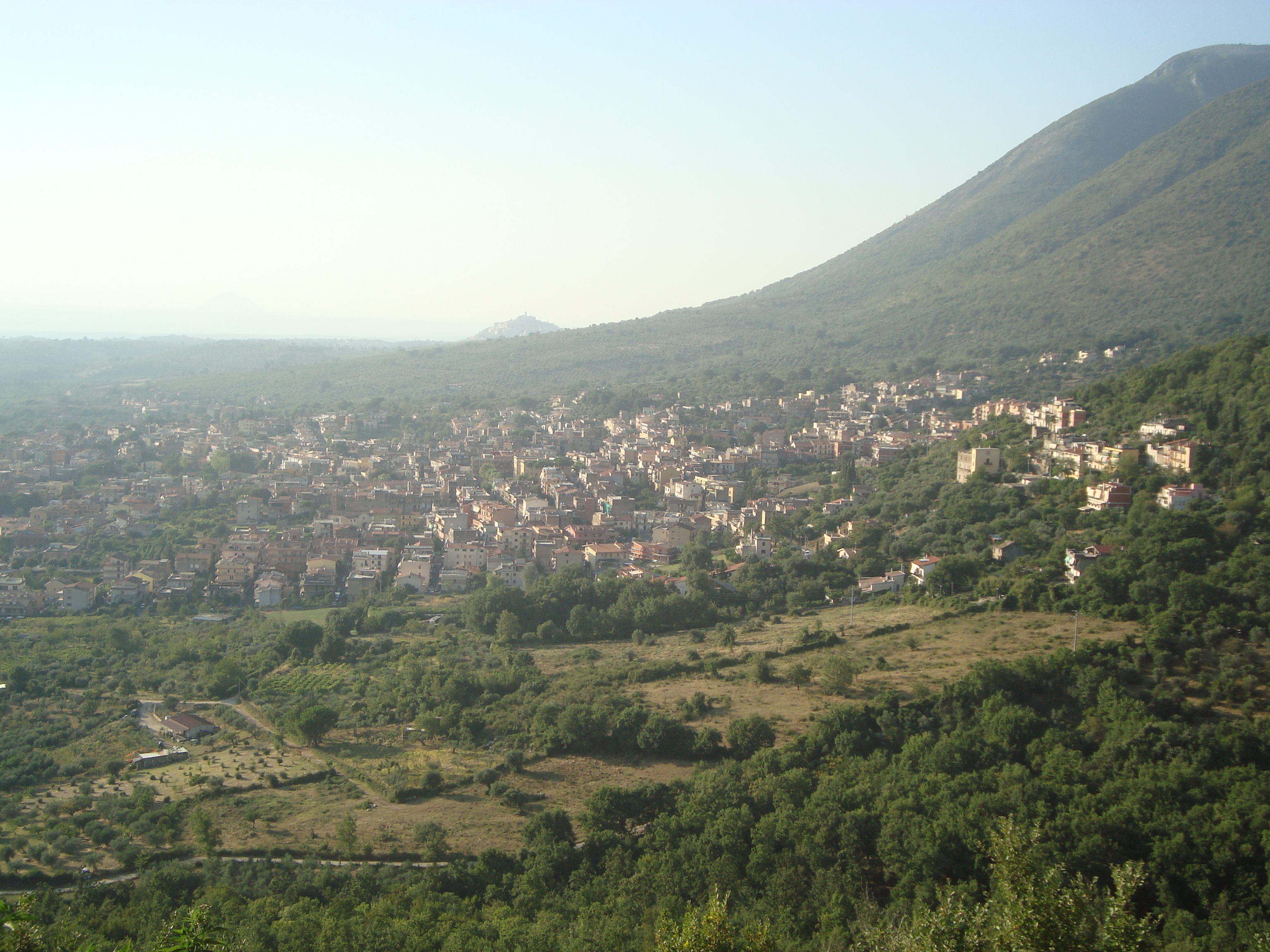
Marcellina

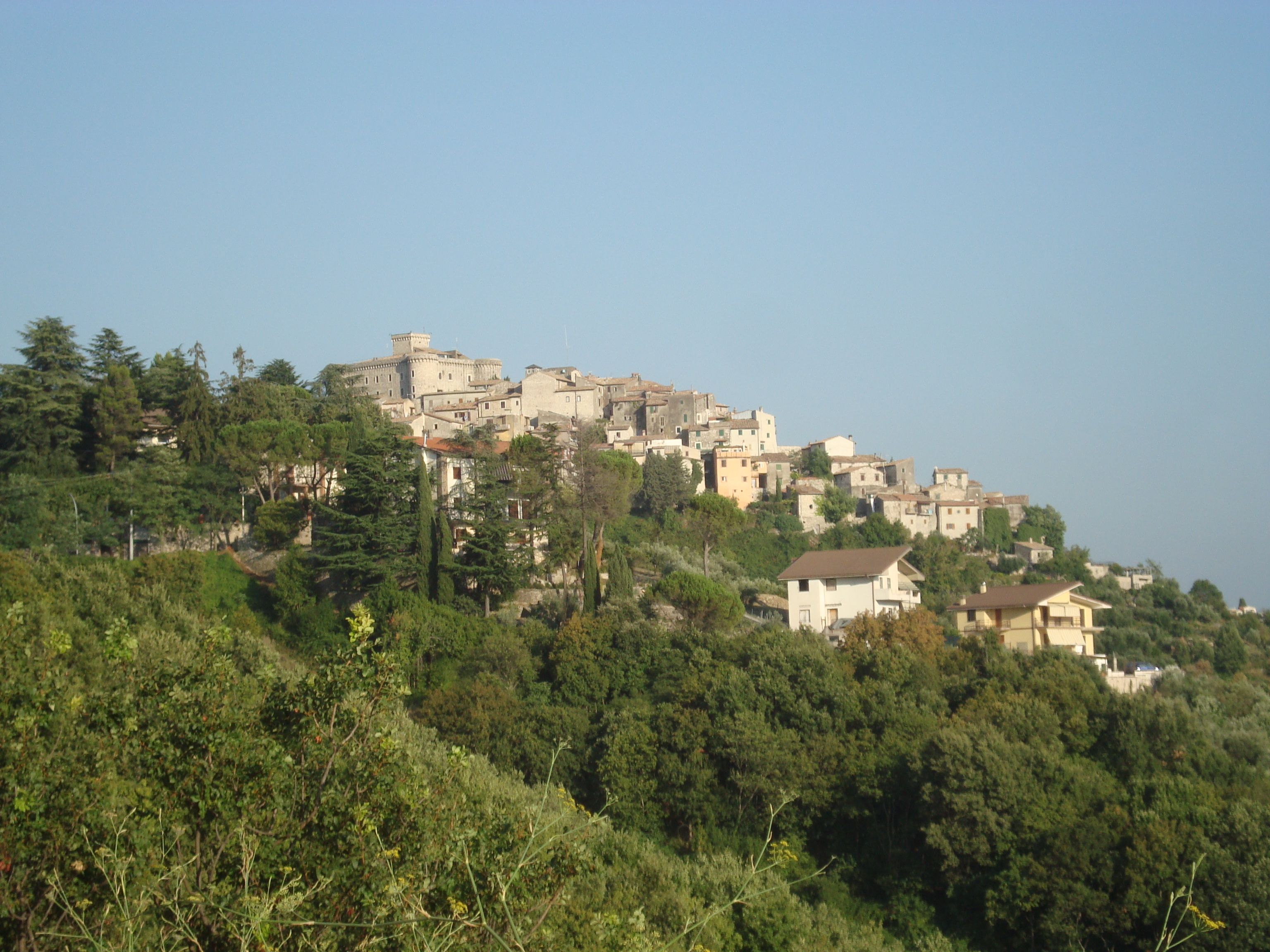
San Polo dei Cavalieri

I Lucretili sono formati da rocce carbonatiche con calcari, calcari marnosi e marne di età mesozoica e cenozoica. La loro formazione inizia circa 200 milioni di anni fa. In quel periodo corrispondente al Triassico e Giurassico, in fondali marini poco profondi si vanno accumulando depositi di calcare quasi puro e ricco di resti fossili di vita animale. Durante il periodo successivo (Cretacico) e per tutta la prima metà dell'Era Terziaria, si depositano ulteriori sedimenti più ricchi di silice e con resti di invertebrati. Circa 10 milioni di anni fa, nel Miocene superiore, movimenti di sollevamento della crosta terrestre producono un sollevamento e rovesciamento degli ammassi calcarei e relativi depositi fossili dal Mar Tirreno verso oriente, andandoli a sovrapporre su sedimenti più recenti e formando quindi l'elemento dominante dei Monti Lucretili.
La morfologia del territorio, in conseguenza della natura calcarea del substrato, si presenta ad occidente con rilievi più aspri e con diffusi fenomeni di carsismo con doline e cavità e notevoli esempi di piani carsici. Esempi di queste caratteristiche si possono trovare nelle zone di Colle di Mezzo con la Buca del Diavolo e a Pratone di Monte Gennaro, Campitello e Prato Favale. Un'ulteriore caratteristica della zona è costituita dalla presenza di sorgenti termali. Infatti la natura porosa delle rocce calcaree permette alle acque piovane di penetrare in profondità nel terreno per poi riemergere più a valle (Bagni di Tivoli e Cretone) arricchite da emanazioni sulfuree dovute alle attività residue del Vulcano Laziale.
Nella zona orientale la presenza delle zone calcaree risulta meno compatta, in conseguenza la morfologia del terreno si presenta più dolce e l'alternarsi di strati più o meno impermeabili rende possibile la presenza in superficie di numerose vene d'acqua potabile (Capodacqua, Campitello, Fonte Malatesta, San Chirico). Particolarmente importante per la sua portata è la sorgente delle Capore nel territorio di Montorio Romano.

## Ambiente
I Monti Lucretili danno il nome al parco Parco regionale naturale dei Monti Lucretili, di cui costituiscono il nucleo.

### Flora

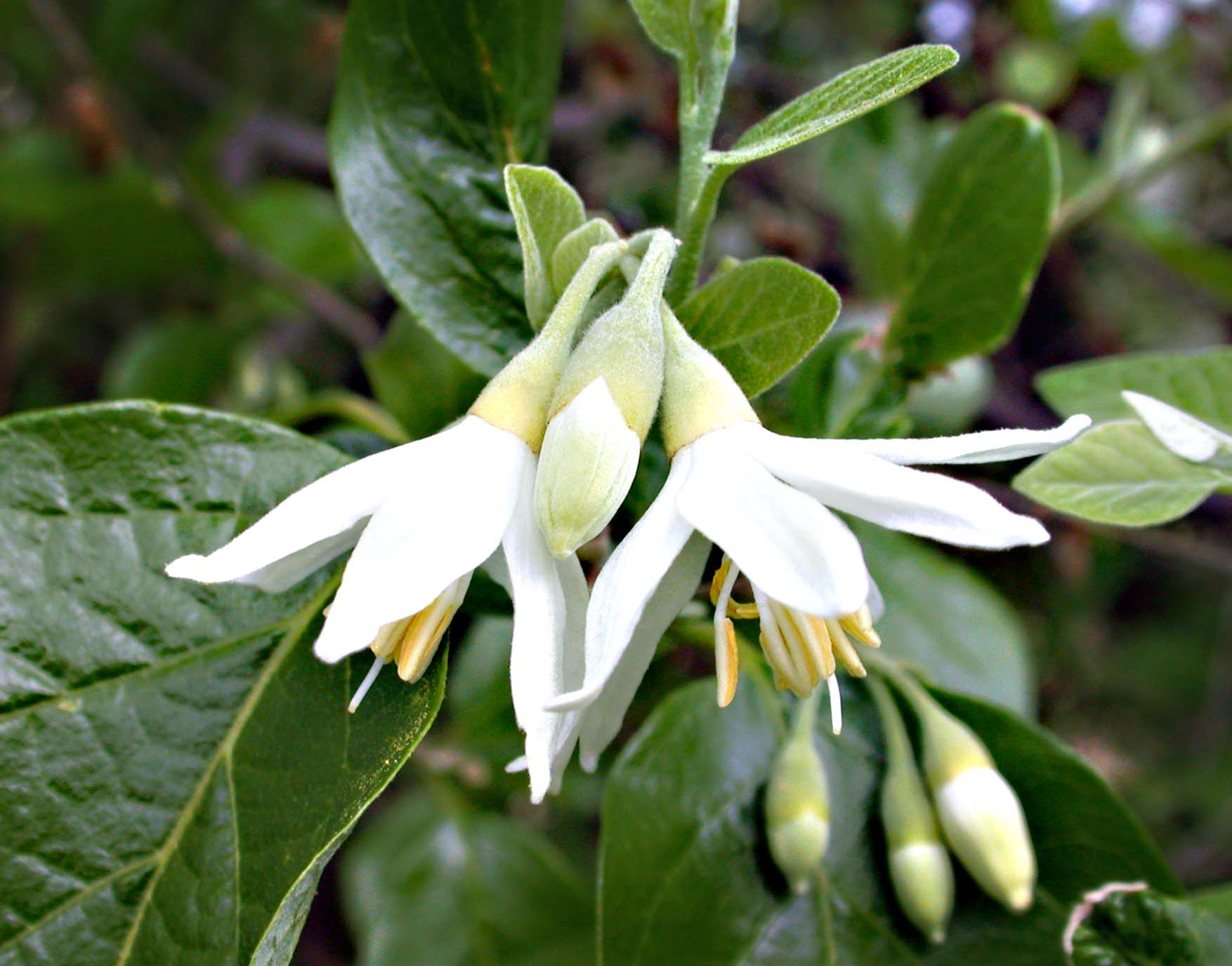
Fiori Styrax officinalis L.

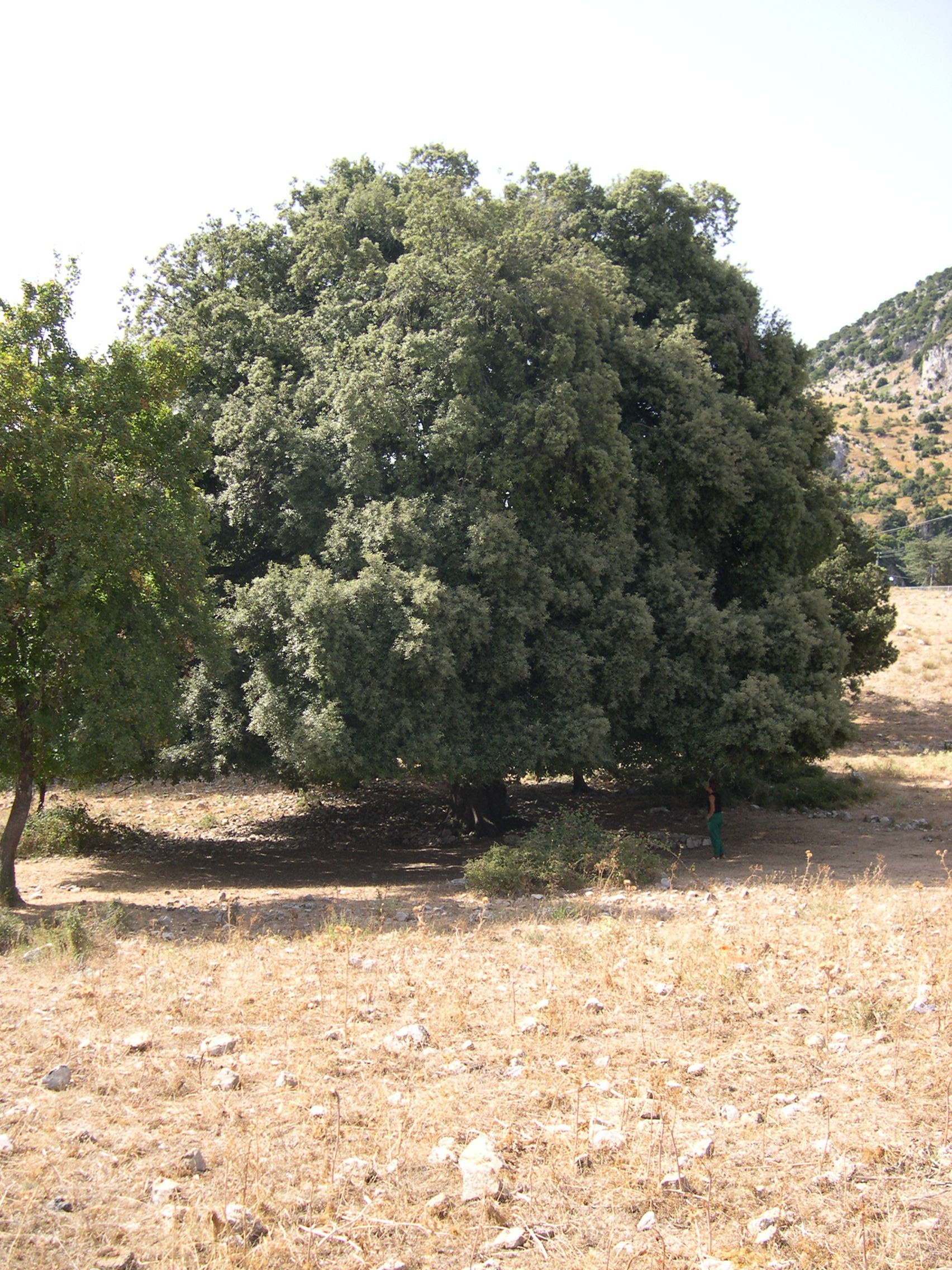
Leccio

La vegetazione attualmente presente sui Monti Lucretili è il risultato di una serie di eventi umani che hanno terminato un sostanziale mutamento delle condizioni originarie.
Le attività di sfruttamento del suolo sono iniziate già in epoche piuttosto remote, forse nell'Età del ferro, ma è tuttavia in età romana che il territorio viene pesantemente interessato da attività agricole e pastorali. In epoche successive si è assistito ad altri fenomeni quali ad esempio la produzione di carbone che si sviluppò dopo il 1850 determinando l'aspetto a "macchia" di molte coperture forestali, ovvero la ricolonizzazione degli ambienti adibiti a colture e pascolo a seguito dello spopolamento delle zone montane.
Naturalmente, oltre ai fattori umani, gli altri fattori naturali quali la configurazione del territorio, la relativa vicinanza del litorale e i fattori altimetrici, determinando adattamenti, mutazioni, incroci, hanno fatto sì che si instaurassero nella zona associazioni vegetali assai differenziate. Il risultato finale e quindi quello di uno sviluppo di vegetazione mediterranea di provenienza tirrenica in associazione con specie di origine centroeuropea e balcanico-orientale che rappresentano il principale aspetto di interesse botanico dei Lucretili.
Nella zona sud-occidentale presso Palombara Sabina e Marcellina troviamo la macchia mediterranea costituita da leccio (Quercus ilex), orniello (Fraxinus ornus) e roverella (Quercus pubescens) con arbusti di fillirea (Phillyrea latifolia), mirto (Myrtus communis), lentisco (Pistacia lentiscus), cisto (Cistus salvifolius), terebinto (Pistacia terebinthus), insieme alle altre piante tipiche dei Lucretili quali lo storace (Styrax officinalis) localmente detta mella bianca, l'albero di Giuda (Cercis siliquastrum) localmente detta mella nera e il carpino (Carpinus orientalis).
Sulle pendici del versante occidentale del Monte Gennaro e di Monte Matano si trovano foreste composte essenzialmente da leccio, più in alto troviamo estese faggete di Fagus sylvatica che, sul Monte Gennaro, raggiungono notevole dimensioni. Nelle zone più interne prevalgono le faggete all'interno delle quali si sono sviluppati esemplari di acero (Acer pseudoplatanus e Acer obtusatum) che in alcuni casi raggiungono enormi dimensioni.

### Fauna
Le attività umane, come hanno condizionato lo sviluppo della flora, analogamente hanno avuto un ruolo importante per la definizione della popolazione faunistica. Ciò nonostante l'area conserva ancora molte specie di grande interesse. Fra queste occorre citare l'aquila reale, la cui presenza è accertata sulle pareti sud - orientali del Monte Pellecchia che costituisce al momento il sito di nidificazione più vicino a Roma.

#### Mammiferi

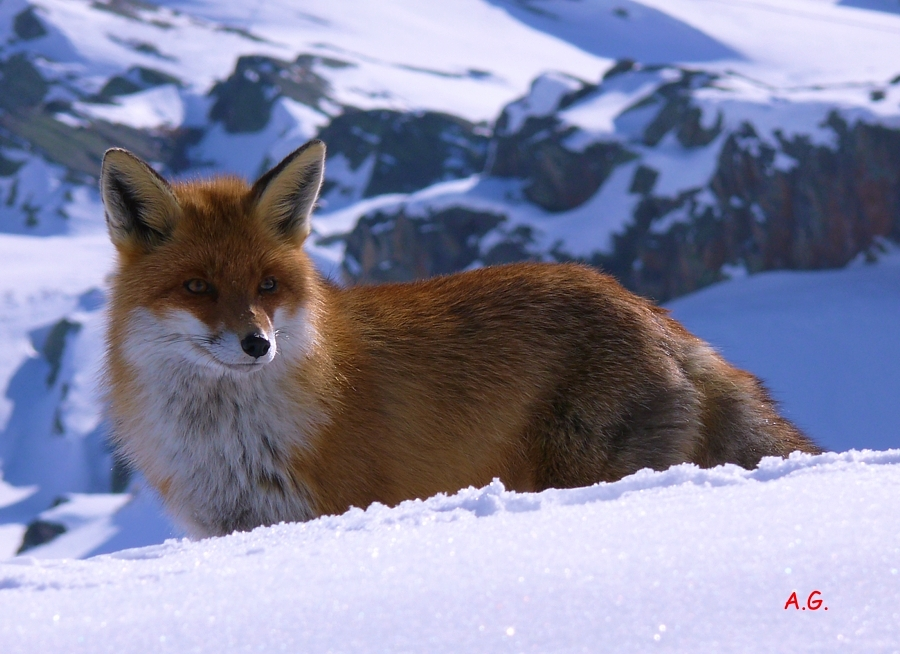
Volpe

- Volpe (Vulpes vulpes) è il carnivoro più diffuso nella zona,
- lupo (Canis lupus italicus) presenza in aumento,
- istrice (Hystrix cristata) nelle valli fluviali e zone montane fino a mille metri,
- tasso (Meles meles), segnalato nell'area di Castiglione (Palombara Sabina),
- lepre (Lepus europaeus) principalmente nelle aree a margine delle zone coltivate,
- scoiattolo (Sciurus vulgaris) nelle faggete e nell'area rimboschita vicino a Monteflavio,
- faina (Martes foina) e donnola (Mustela nivalis) in tutti gli ambienti,
- martora (Martes martes) nel settore orientale del Parco,
- puzzola (Mustela putorius) presenza rara,
- ghiro (Glis glis),
- riccio (Erinaceus europaeus) nelle aree a macchia e querceto,
- cinghiale (Sus scrofa), in espansione a seguito dei rilasci operati a scopo venatorio con esemplari di grossa taglia di provenienza dall'Europa dell'est.

#### Uccelli

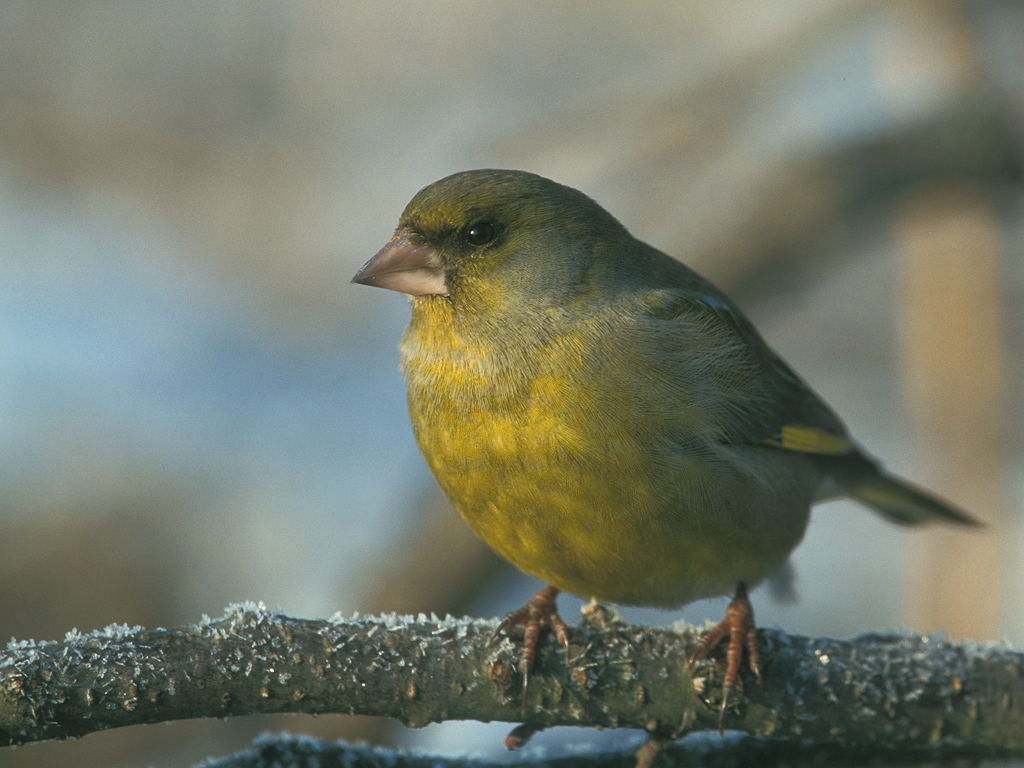
Verdone

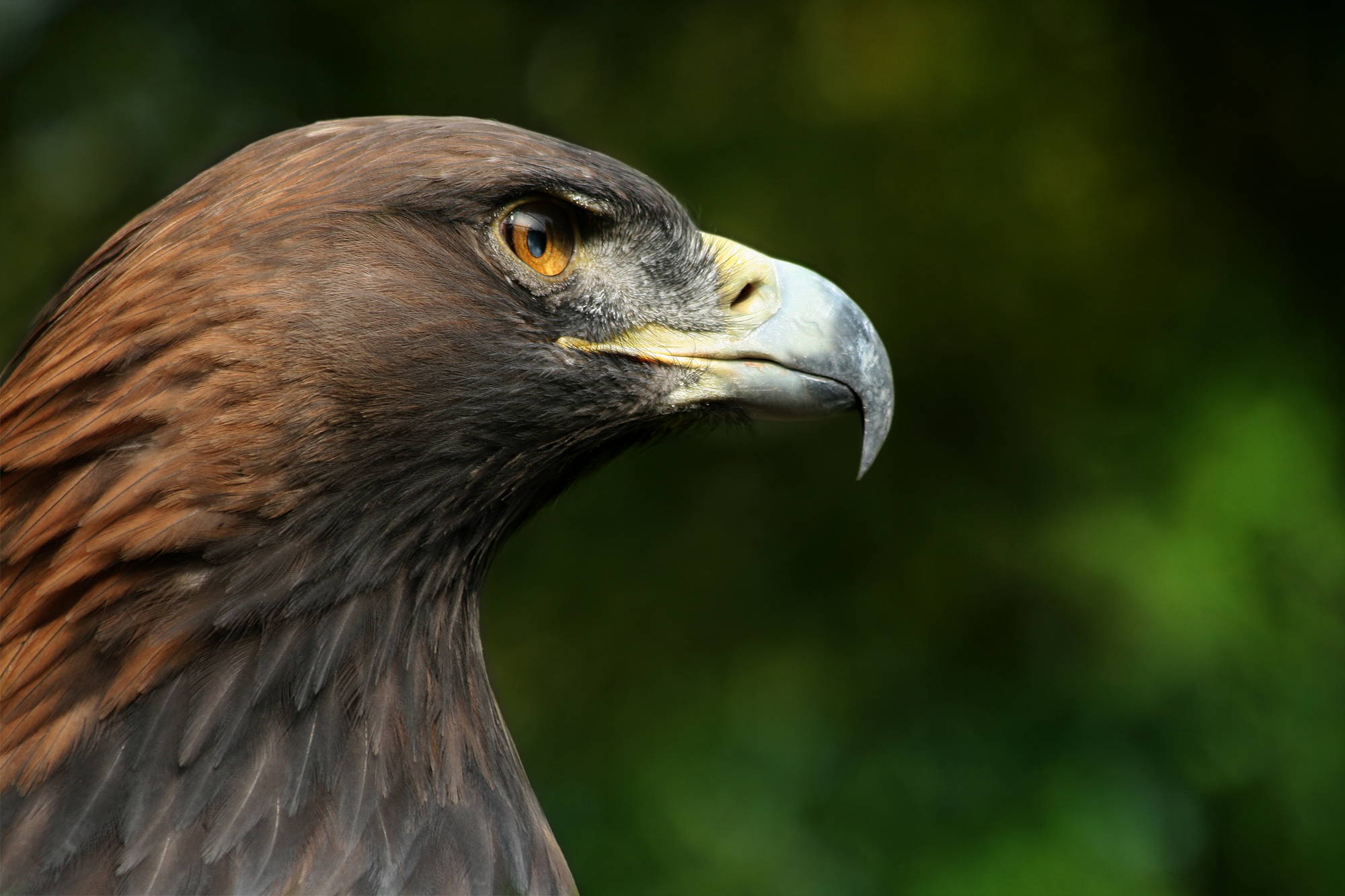
Aquila reale

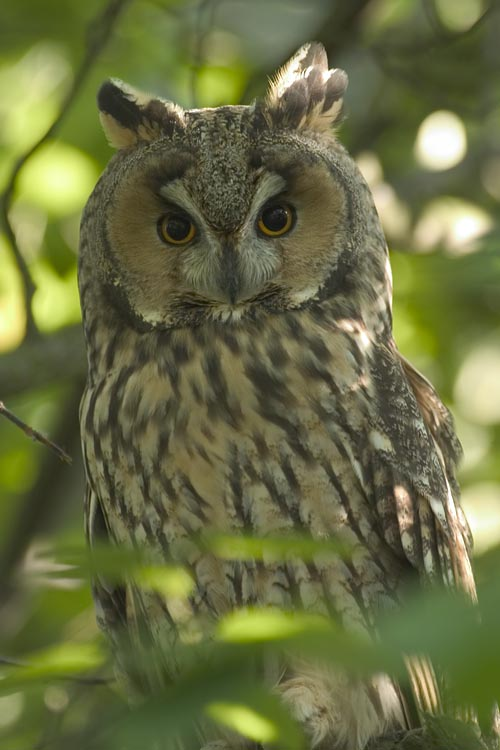
Gufo

- Nelle zone più basse ai margini delle coltivazioni, nella macchia mediterranea e nei querceti:
  - verdone (Carduelis chloris),
  - cardellino (Carduelis carduelis),
  - fringuello (Fringilla coelebs),
  - cinciallegra (Parus caeruleus),
  - usignolo (Luscinia megarhynchos),
  - rigogolo (Oriolus oriolus),
  - re di quaglie (Crex crex),
  - quaglia (Coturnix coturnix),
  - codirosso spazzacamino (Phoenicurus ochruros).
- Nella macchia mediterranea
  - sterpazzola (Sylvia communis),
  - occhiocotto (Sylvia melanocephala).
- Nelle faggete
  - frosone (Coccothraustes coccothraustes),
  - picchio muratore (Sitta europaea),
  - picchio rosso maggiore (Dendrocopos major),
  - cuculo (Cuculus canorus).
- Nelle zone più alte dei monti Gennaro, Morra e Pellecchia
  - coturnice (Alectoris graeca), rara,
  - sparviero (Accipiter nisus),
  - poiana (Buteo buteo),
  - falco pellegrino (Falco peregrinus), raro,
  - pecchiaiolo (Pernis apivorus),
  - gheppio (Falco tinnunculus),
  - aquila reale (Aquila chrysaetos), nidificante sulle pareti di Sud-Est del Pellecchia.
- Diffusi su tutte le zone
  - gufo comune (Asio otus),
  - assiolo (Otus scops),
  - barbagianni (Tyto alba),
  - civetta (Athene noctua),
  - allocco (Strix aluco).

### Anfibi

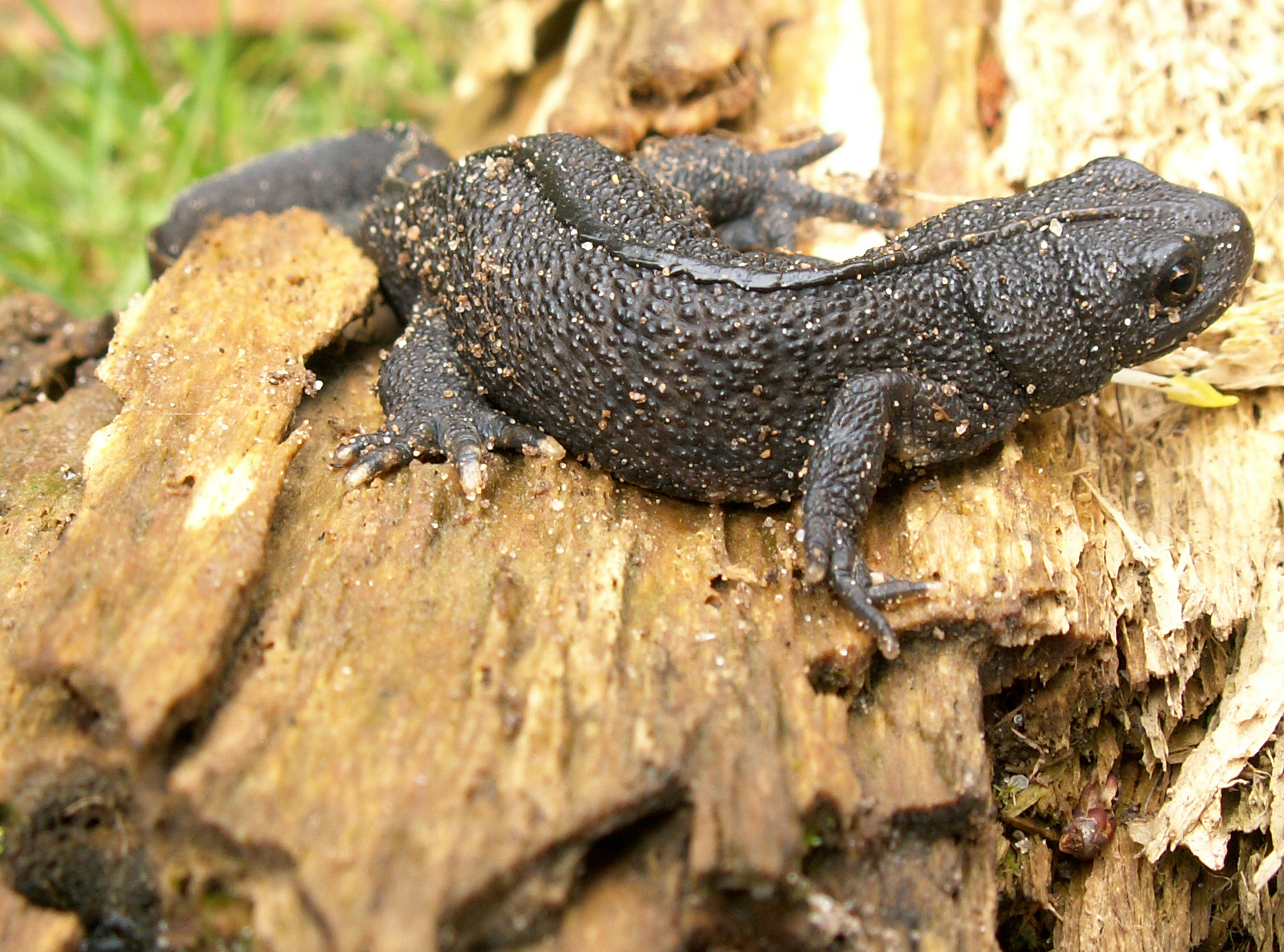
Tritone crestato

- Salamandrina dagli occhiali (Salamandrina terdigitata), nei fontanili e in alcuni fossi del settore settentrionale,
- tritone crestato italiano (Triturus carnifex) nei laghetti intorno a Percile e nei fossi a quote elevate,
- tritone punteggiato meridionale (Lissotriton vulgaris meridionalis),
- rana italica (Rana italica) nei fontanili con acque correnti e limpide,
- rana verde (Rana esculenta),
- rospo comune (Bufo bufo),
- raganella (Hyla intermedia),
- ululone appenninico (Bombina pachypus), raro.

### Rettili

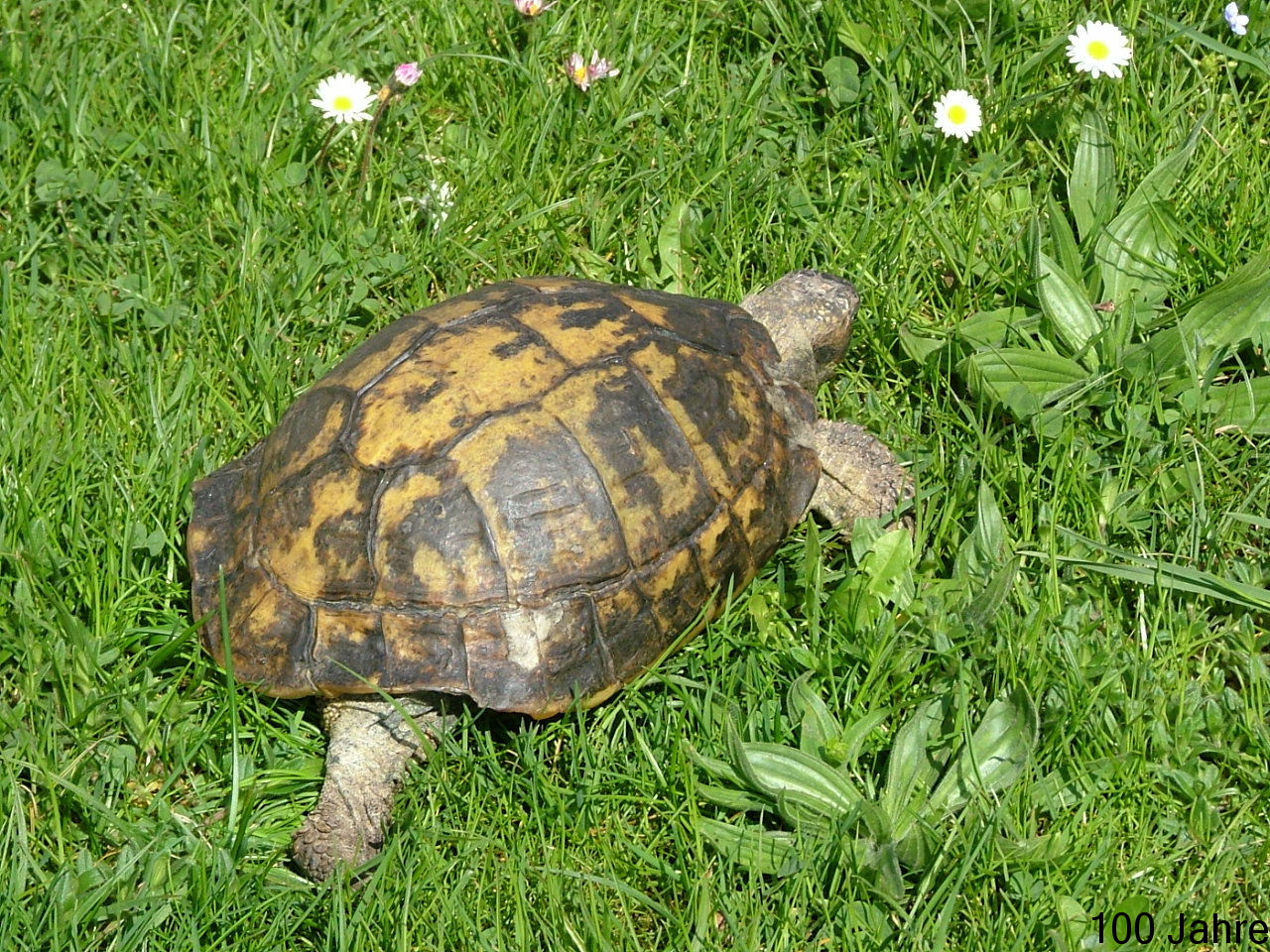
Testuggine comune

- Testuggine comune (Testudo hermanni), rara, protetta da una legge regionale e nazionale,
- orbettino italiano (Anguis veronensis), raro,
- cervone (Elaphe quatuorlineata) nelle aree più asciutte,
- vipera comune (Vipera aspis francisciredi) nelle aree di passaggio tra bosco e radure e sulle zone alte con rupi,
- biacco (Hierophis viridiflavus viridiflafus),
- saettone (Elaphe longissima),
- biscia dal collare barrata (Natrix helvetica) nei laghetti intorno Percile,
- ramarro orientale (Lacerta viridis) in tutta l'area pedemontana fino a quote medie.